# Łuszczynka

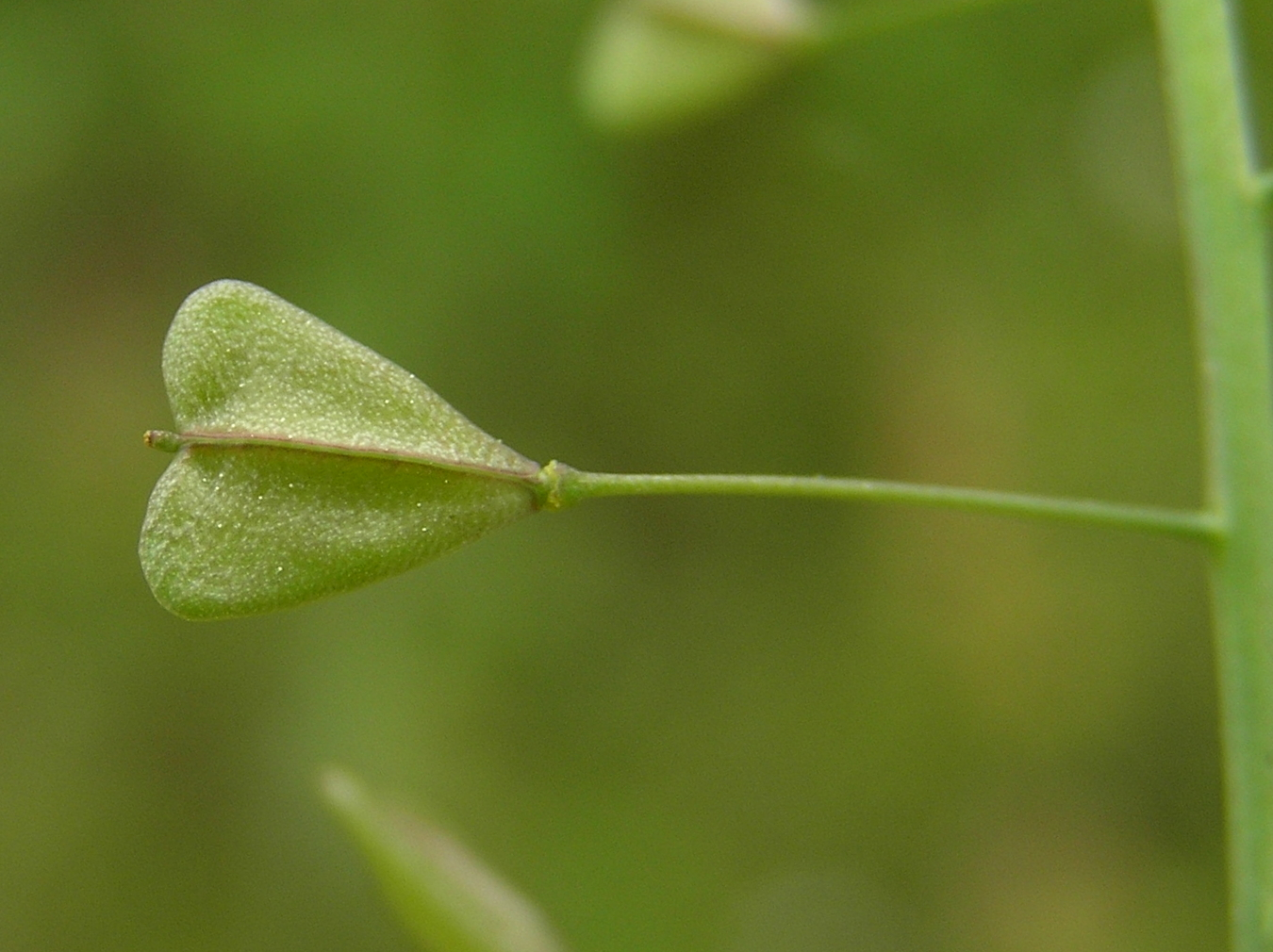
Łuszczynka tasznika pospolitego

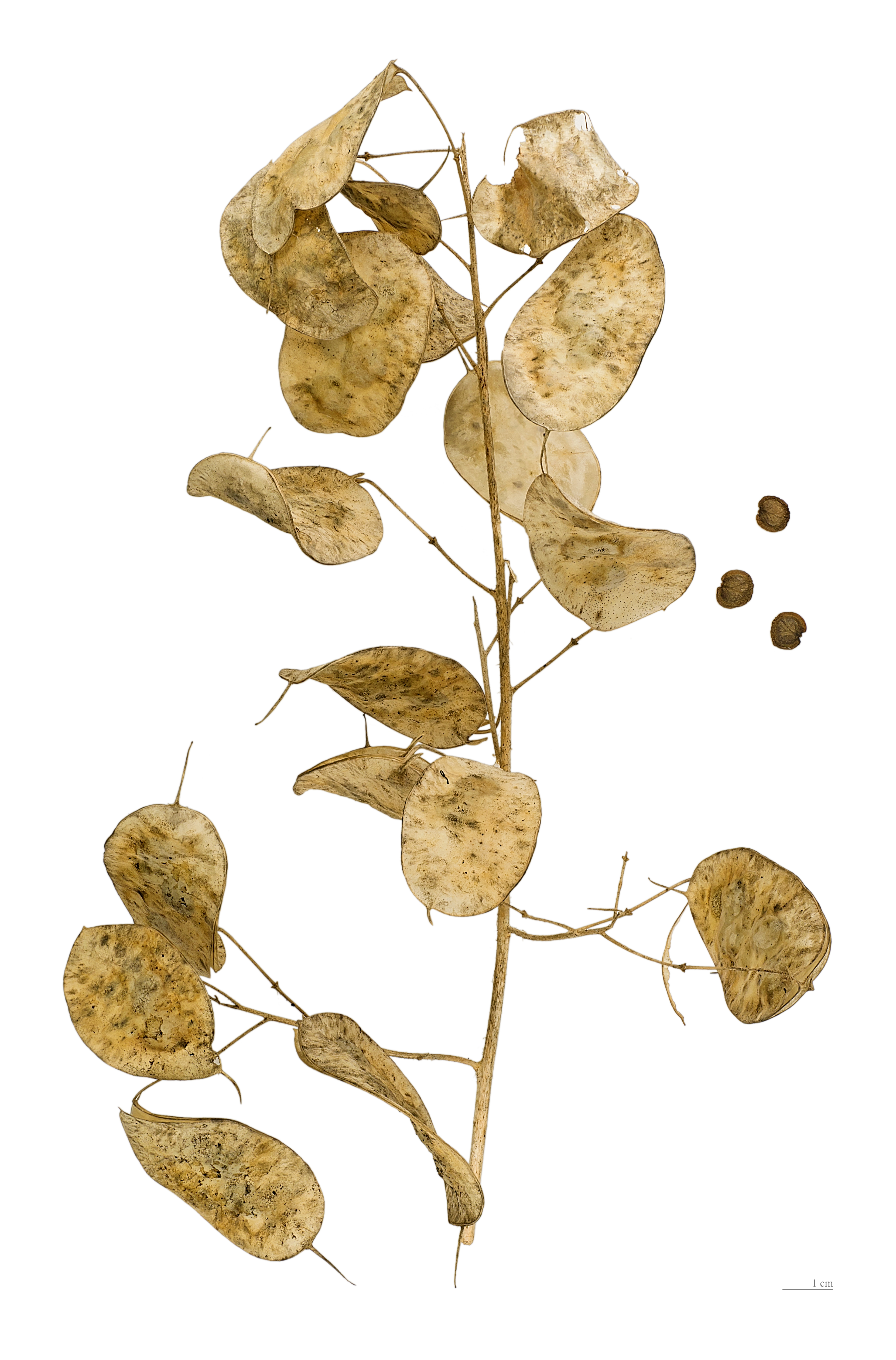
Łuszczynki miesiącznicy rocznej

Łuszczynka (ang. siliqua, silique, łac. silicula) – rodzaj suchego, pękającego owocu będący krótką łuszczyną. Występuje u roślin z rodziny kapustowatych (Brassicaceae) (np. u tasznika, miesiącznicy, tobołków). Jest to łuszczyna, której długość jest równa lub krótsza od trzykrotności jej szerokości. Są to owoce dwukomorowe, z wewnętrzną fałszywą przegrodą rozpiętą między dwoma łożyskami, na których umocowane są nasiona. 